# Wanham
Wanham ist eine politisch unselbständige Siedlung im Nordwesten von Alberta, Kanada, mit dem Status eines Weilers (englisch Hamlet). Die Siedlung liegt im Bereich der Region Nord-Alberta, am Rand des Peace River Country. Wanham liegt etwa 490 Kilometer nordwestlich von Edmonton bzw. 90 Kilometer nordnordöstlich von Grande Prairie am Alberta Highway 49, bzw. dem nördlichen Ende des regionalen  Alberta Highway 733.
Der Verwaltungsbezirk („Municipal District“) Birch Hills County hat seinen Verwaltungssitz in Wanham.
Der Zensus im Jahr 2016 ergab für die Siedlung eine Bevölkerungszahl von 124 Einwohnern, nachdem der Zensus im Jahr 2011 für die Siedlung eine Bevölkerungszahl von noch 127 Einwohnern ergeben hatte. Die Bevölkerung hat damit im Vergleich zum letzten Zensus im Jahr 2011 entgegen der Entwicklung in der Provinz um 2,4 % abgenommen, während der Provinzdurchschnitt bei einer Bevölkerungszunahme von 11,6 % lag.